# Lidia tarabaevi
Lidia tarabaevi là một loài nhện trong họ Linyphiidae.
Loài này thuộc chi Lidia. Lidia tarabaevi được Michael Ilmari Saaristo & Yuri M. Marusik miêu tả năm 2004.